# Driehoek (Zundert)
Driehoek is een buurtschap  in de gemeente Zundert in de Nederlandse provincie Noord-Brabant. Het ligt aan de weg tussen de dorpen Zundert en Achtmaal.
Dorpen: Achtmaal · Klein-Zundert · Rijsbergen · Wernhout · Zundert

Buurtschappen: Breedschot · De Kruispad · De Lent · Driehoek · Hazeldonk · Hellegat · Hulsdonk · Kaarschot · Klein-Oekel · Luitert · Maalbergen · Moeren · Oekel · Ostaaijen · Raamberg · Stuivezand · Tiggelt · Tiggeltscheberg · Weimeren · Wernhoutsburg · Wildert

Noord-Brabant: Steden en dorpen      Nederland: Provincies · Gemeenten